# 投资不过山海关
“投资不过山海关”是中国大陆网络上、媒体间以及投资圈里在东北经济相关问题上较为常见的一种说法，有被认为是一种地域歧视与刻板印象。这一说法指的是不少公司在听到涉及中国东北地区的项目时有意规避的现象。
东北地区过去也被称为"关东地区"，“关”即指山海关，“不过山海关”意即不到东北地区来。延伸的说法还有“旅游不过山海关”“炒股不过山海关”“读书不过山海关”等。

## 现象本身
有网友由亲身经历称这一歧视在投资圈确实存在，不少公司在听到涉及中国东北地区的项目时会有意规避。也有媒体与网友整理近年来的股市事件，得出此结论或是“炒股不过山海关”的结论。
但是数据显示，这一现象只是一种夸大化的描述。例如，2017年全国两会期间，黑龙江省发改委主任王冬光就指出，2013年到2016年间，来自东北区域之外投资的1100个项目占总计3420个黑龙江省1亿元以上产业项目的32%。中国青年报有评论认为，“投资不过山海关”这一用语之所以能流传广泛，在于其有案例支撑。

## 改进方式
有评论认为，政府应当提升东北的营商环境，保护企业的合法权利。此外，也有认为东北振兴需要依靠民营经济，民营经济需要良好的营商环境，法治环境是营商环境的基础，破除“投资不过山海关”需要靠法治精神。
也有评论认为，人力资源在东北振兴中不能忽视。

## 较著名的使用
2016年10月18日，中国国务院总理李克强在国务院振兴东北地区等老工业基地推进会议上表示：
“网上有一种说法，叫‘投资不过山海关’。东北可千万不能让这种说法变成现实啊！”